# Paul Orfalea
Paul Orfalea (* 28. November 1947 in Los Angeles), dessen lockiges, rotes Haar seinen Spitznamen „Kinko“ inspirierte, gründete den US-amerikanischen Copyshop Kinko’s. Heute ist er ein Gastprofessor bei der University of California, Santa Barbara.
Im Jahre 2005 schrieb Orfalea das Buch Copy This! Lessons from a hyperactive dyslexic who turned a bright idea into one of America’s best companies. Der englische Titel weist auf seine Probleme mit Hyperaktivität und Legasthenie hin, die er als Lern-Chancen „learning opportunities“ bezeichnet, da er dadurch gezwungen war, seinen eigenen authentischen Weg zu gehen, aus dem schließlich das amerikanische Topunternehmen Kinko’s Copyshop mit über 1000 Filialen sich entwickeln konnte.
Orfalea ist verheiratet und hat zwei Söhne. Sein Vater stammt aus dem Libanon.